# Cosmin Olăroiu
Cosmin Olăroiu, född 10 juni 1969, är en rumänsk tidigare fotbollsspelare och tränare.
Cosmin Olăroiu var tränare för saudiska landslaget 2014–2015.